# Miu Miu
Miu Miu es una marca de ropa y accesorios femeninos de alta moda italiana y una subsidiaria de propiedad total de Prada. Fue establecida en 1993 y es dirigida por la diseñadora Miuccia Prada, con sede en Milán, Italia.

## Historia

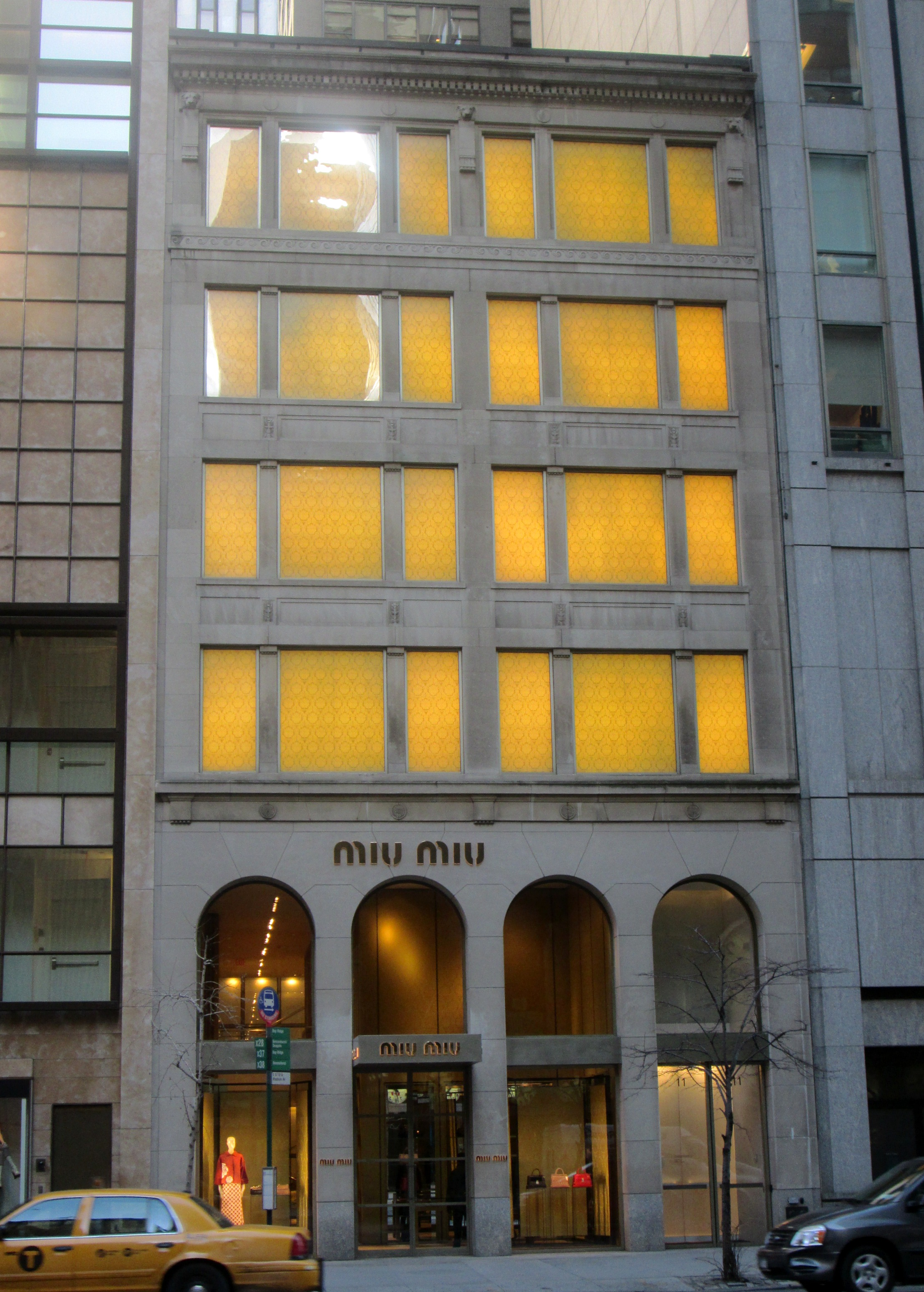
Tienda de Miu Miu en Nueva York.

Miu Miu fue establecida en 1993 por Miuccia Prada. El nombre fue concebido a partir del apodo de la familia de Miuccia.
En 2011, Miu Miu lanzó la serie "Women's Tales" (Cuentos de mujeres, en español). La campaña consistió en cortometrajes que fueron producidos en conjunto con directoras de alto perfil. El resultado fue una lista de películas cortas y mudas que presentaban las colecciones de Miu Miu. Los primeros cuatro cortometrajes fueron dirigidos por Zoe Cassavetes, Lucrecia Martel, Giada Colagrande y Massy Tadjedin; fueron proyectados en el 69.º Festival Internacional de Cine de Venecia. Una quinta película que debutó en 2013, fue escrita y dirigida y protagonizada por Ava DuVernay.
El 14 de marzo de 2013, se informó a la Oficina del Alto Comisionado de las Naciones Unidas para los Derechos Humanos del Comité de Derechos Económicos, Sociales y Culturales un informe contrario de Prada sobre una violación de los derechos de las mujeres. El 17 de mayo de 2013, el Comité de las Naciones Unidas emitió una declaración contra el acoso sexual y la discriminación de género en el lugar de trabajo. En abril de 2013, una petición en Change.org contra Miuccia Prada, recolectó más de 200 000 firmas en todo el mundo. Esta petición tuvo por objetivo contrarrestar a un empleado despedido por hacer declaraciones falsas al expresar su opinión en contra del acoso sexual. Esta petición dañó la imagen de marca. El 28 de mayo de 2013, la ONU respaldó al exempleado de Prada, Bovrisse, en el caso de acoso sexual y discriminación en el caso de Prada Japón. Vogue lanzó un artículo de noticias, "Prada Vs The UN", citando a Bovrisse diciendo: "Cualquiera que compre de las marcas Prada y Miu Miu está apoyando una cultura de discriminación y acoso de poder".
Con el lanzamiento de su primera fragancia en 2015, la nueva empresa de Miu Miu está respaldada por el acuerdo firmado entre Coty Inc. y Prada. Esta es la primera vez que Miu Miu se expande fuera de los mercados de moda y accesorios.

## Diseño
Miuccia Prada ha diseñado la línea desde 1993 hasta el presente. Desfila en París

## Publicidad
La actriz estadounidense Katie Holmes es la nueva cara para la campaña publicitaria de la colección primavera verano de 2009. Holmes reemplazó a la actriz y cantante francesa Vanessa Paradis, quien a su vez reemplazó a la actriz Kirsten Dunst en 2008.
Entre las caras anteriores se encuentra la modelo Laetitia Casta, la actriz y cantante Lindsay Lohan la actriz Zhou Xun y la miembro del grupo IVE Wonyoung

## Tiendas
La marca tiene tiendas en Nueva York, Los Ángeles, Londres, Florencia, Milán, Tokio, Madrid, Barcelona, Lisboa, Nagoya, Kōbe, Fukuoka, París, Singapur, Hong Kong, Boston y Taipéi. En marzo de 2009 abrió una tienda en Honolulu, Hawái, y tienen planes de abrir otra en el centro comercial de South Coast Plaza, en Costa Mesa, California.
Miu Miu abrió su primera tienda en China en el centro comercial Mall MIXc en la ciudad de Shenzhen en 2009. En 2012 Miu Miu abrió su primera tienda en México ubiacada en Saks Fifth Avenue México.